# MTV Europe Music Awards 2011
Gli MTV Europe Music Awards 2011 si sono tenuti il 6 novembre 2011 all'SSE Odyssey Arena di Belfast.
L'evento è stato presentato dalla cantautrice e attrice Selena Gomez.
Il 19 settembre 2011, MTV Networks International ha annunciato le nomination. Le principali categorie sono state dominate da Lady Gaga con sei nomination, Katy Perry e Bruno Mars con cinque e Britney Spears, Thirty Seconds to Mars e Adele con tre a testa. Lady Gaga è stata la grande vincitrice della serata, con 4 premi vinti. Gli altri vincitori sono stati i Thirty Seconds to Mars e Bruno Mars con due premi vinti a testa.
Durante la serata Selena Gomez ha annunciato che MTV ha ricevuto oltre 154 milioni di voti da tutto il mondo. I Queen hanno ricevuto il premio "Global Icon" da Katy Perry, e la band ha chiuso la serata, con Adam Lambert come voce, esibendosi con The Show Must Go On, We Will Rock You e We Are the Champions.

## Premi
I vincitori sono evidenziati in grassetto.

### Miglior canzone
- Adele — Rolling in the Deep
- Bruno Mars — Grenade
- Jennifer Lopez (featuring Pitbull) — On the Floor
- Katy Perry — Firework
- Lady Gaga — Born This Way

### Miglior video
- Adele — Rolling in the Deep
- Beastie Boys — Make Some Noise
- Beyoncé — Run the World (Girls)
- Justice — Civilization
- Lady Gaga — Born This Way

### Miglior artista femminile
- Adele
- Beyoncé
- Jennifer Lopez
- Katy Perry
- Lady Gaga

### Miglior artista maschile
- Eminem
- David Guetta
- Bruno Mars
- Justin Bieber
- Kanye West

### Miglior artista emergente
- Bruno Mars
- Far East Movement
- Jessie J
- LMFAO
- Wiz Khalifa

### Miglior artista Pop
- Britney Spears
- Justin Bieber
- Katy Perry
- Lady Gaga
- Rihanna

### Miglior artista Rock
- Coldplay
- Foo Fighters
- Kings of Leon
- Linkin Park
- Red Hot Chili Peppers

### Miglior artista Alternative
- Thirty Seconds to Mars
- Arcade Fire
- Arctic Monkeys
- My Chemical Romance
- The Strokes

### Miglior artista Hip-Hop
- Eminem
- Jay-Z & Kanye West
- Lil Wayne
- Pitbull
- Snoop Dogg

### Miglior artista live
- Coldplay
- Foo Fighters
- Katy Perry
- Lady Gaga
- Red Hot Chili Peppers

### Miglior esibizione World Stage
- Thirty Seconds to Mars
- Arcade Fire
- Black Eyed Peas
- Diddy – Dirty Money
- Enrique Iglesias
- Kings of Leon
- Linkin Park
- My Chemical Romance
- Ozzy Osbourne
- Snoop Dogg

### Miglior artista Push
- Alexis Jordan
- Big Time Rush
- Bruno Mars
- Far East Movement
- Jessie J
- Katy B
- LMFAO
- Neon Trees
- Theophilus London
- Wiz Khalifa

### Biggest Fans
- Thirty Seconds to Mars
- Justin Bieber
- Lady Gaga
- Paramore
- Selena Gomez

### Miglior artista mondiale
- Big Bang
- Abdelfattah Grini
- Lena
- Restart
- Britney Spears

### Icona globale
- Queen[5]

### Miglior artista europeo
- Lena

## Nomination regionali
I vincitori delle nomination sono evidenziati in grassetto.

### Miglior artista britannico/irlandese
- Adele
- Coldplay
- Florence and the Machine
- Jessie J
- Kasabian

### Miglior artista danese
- L.O.C.
- Medina
- Nik & Jay
- Rasmus Seebach
- Rune RK

### Miglior artista finlandese
- Anna Abreu
- Children of Bodom
- Haloo Helsinki!
- Lauri Ylönen
- Sunrise Avenue

### Miglior artista norvegese
- Erik og Kriss
- Eva & the Heartmaker
- Jaa9 & OnklP
- Jarle Bernhoft
- Madcon

### Miglior artista svedese
- Eric Amarillo
- Mohombi
- Robyn
- Swedish House Mafia
- Veronica Maggio

### Miglior artista tedesco
- Beatsteaks
- Clueso
- Culcha Candela
- Frida Gold
- Lena

### Miglior artista svizzero
- Adrian Stern
- Baschi
- Myron
- TinkaBelle

### Miglior artista italiano
- Fabri Fibra
- Jovanotti
- Modà
- Negramaro
- Verdena

### Miglior artista olandese
- Afrojack
- Baskervilles
- Ben Saunders
- De Jeugd van Tegenwoordig
- Go Back to the Zoo

### Miglior artista belga
- Deus
- Goose
- Stromae
- The Subs
- Triggerfinger

### Miglior artista francese
- Ben l'Oncle Soul
- David Guetta
- La Fouine
- Martin Solveig
- Soprano

### Miglior artista polacco
- Afromental
- Doda
- Ewa Farna
- Monika Brodka
- Myslovitz

### Miglior artista spagnolo
- El Pescao
- Nach
- Russian Red
- Vetusta Morla
- Zenttric

### Miglior artista russo
- Gradusi
- Kasta
- Machete
- Njuša
- Timati

### Miglior artista rumeno
- Alexandra Stan
- Fly Project
- Guess Who
- Puya
- Smiley

### Miglior artista portoghese
- Amor Electro
- Aurea
- Diego Miranda
- Expensive Soul
- The Gift

### Miglior artista balcanico (MTV Adria)
- Dubioza kolektiv
- Hladno pivo
- Magnifico
- S.A.R.S.
- SevdahBABY

### Miglior artista ungherese
- Bin Jip
- Compact Disco
- Fish!
- Punnany Massif
- The Carbonfools

### Miglior artista turco
- Atiye Deniz
- Cartel
- Duman
- Hadise
- Mor ve Ötesi

### Miglior artista ucraino
- Jamala
- Ivan Dorn
- Kazaky
- Maks Bars'kych
- Sirena

### Miglior artista greco
- Κokkina Xalia
- Mark F. Angelo featuring Shaya
- Melisses
- Onirama
- Panos Mouzourakis featuring Kostis Maraveyas

### Miglior artista israeliano
- Izabo
- Liran Danino
- Sarit Hadad
- The Walking Man
- The Young Professionals

### Miglior artista ceco e slovacco
- Ben Cristovao
- Charlie Straight
- Debbi
- PSH
- Rytmus

## Esibizioni

### Pre show
- Jason Derulo — It Girl[6]/In My Head.

### Esibizioni dal vivo
- Coldplay — Every Teardrop Is a Waterfall[7]
- LMFAO featuring Lauren Bennett — Party Rock Anthem[7]
- Bruno Mars — Marry You[8]
- Jessie J — Price Tag, Who You Are[7]
- Red Hot Chili Peppers — The Adventures of Rain Dance Maggie[9]
- Lady Gaga — Marry the Night[8]
- Selena Gomez & The Scene — Hit the Lights
- Snow Patrol — Called Out in the Dark[6]
- Justin Bieber — Mistletoe, Never Say Never[10]
- David Guetta featuring Taio Cruz, Ludacris and Jessie J — Little Bad Girl, Without You[10]
- Queen featuring Adam Lambert — The Show Must Go On, We Will Rock You, We Are the Champions[11]